# Menino Jesus à lapa
"Menino Jesus à lapa" ou "Menino Jesus da lapa" é um cântico religioso tradicional português originário da região da Beira Alta também interpretado na atualidade como canção de Natal.

## História

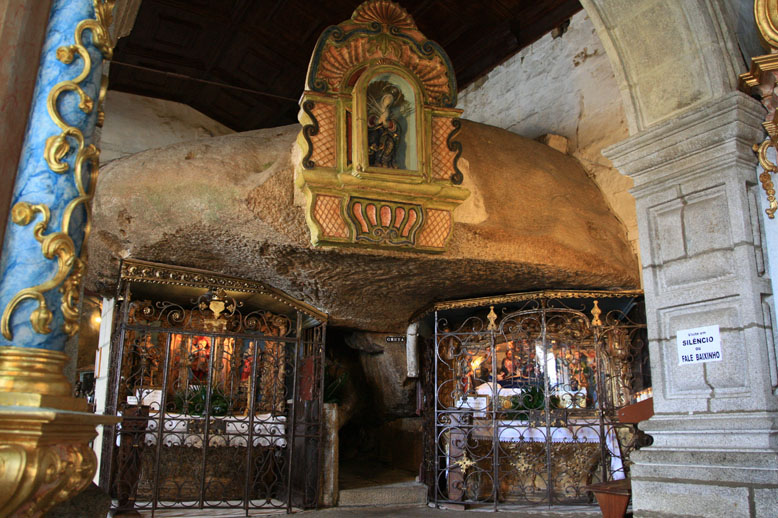
Interior do Santuário de Nossa Senhora da Lapa em Sernancelhe. No lado do evangelho encontra-se o retábulo do Menino Jesus da lapa.

Uma versão deste cântico foi recolhida em Gouveia pelo etnógrafo português Pedro Fernandes Tomás e publicada pela primeira vez na sua obra Cantares do Povo em 1919.
Contudo, a versão mais popular hoje em dia é uma outra, proveniente da Covilhã e recolhida entre 1931 e 1933 por Rodney Gallop e publicada nos Cantares do Povo Português. Esta foi harmonizada por vários compositores:
- Luís de Freitas Branco (uma das "27 Harmonizações de Canções Populares Portuguesas" de 1943)[5]
- Mário de Sousa Santos[2]
- Christopher Bochmann (1996)[6]
- Eugénio Amorim[3]

A letra das cantigas adapta quadras populares referentes à tradicional peregrinação até ao Santuário de Nossa Senhora da Lapa na freguesia de Quintela no concelho de Sernancelhe. Embora esta devoção tenha começado no ano de 1498, só a partir de 1576, por ação da Companhia de Jesus, se constrói o templo de conformação tão peculiar. A romagem ao santuário foi em tempos comparável em importância à peregrinação até  à Catedral de Santiago de Compostela.

## Letra

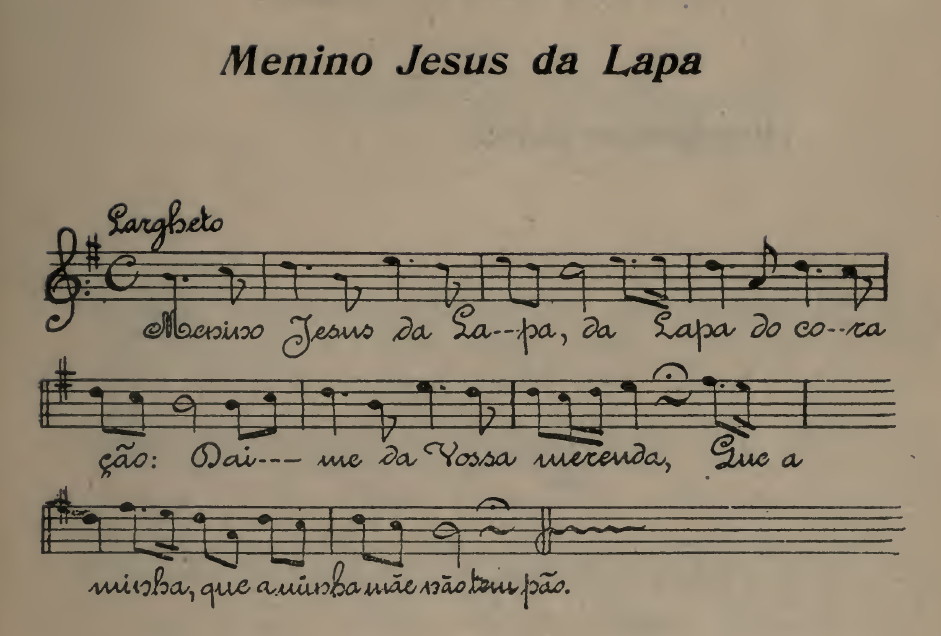
Partitura de "Menino Jesus da Lapa" tal como surge nos Cantares do Povo de Pedro Fernandes Tomás.

A letra da versão de Gouveia, recolhida por Pedro Fernandes Tomás faz referência diretas à peregrinação e louva Nossa Senhora da Lapa e o Menino Jesus da Lapa. Este, segundo a última quadra, apoia os romeiros, dando-lhes água do pucarinho que tem na sua mão. É interessante notar que a imagem localizada no santuário, do século XVII, tem, de facto, um objeto na mão esquerda, não um vaso mas um orbe, em concordância a sua representação como "Menino Jesus Salvador do Mundo".

Menino Jesus da lapa

Da lapa do coração;

Dai-me da Vossa merenda,

Que a minha mãe não tem pão.

Senhora da lapa vai-se

Minha mãe, eu vou com ela;

Que se vai a luz do mundo

A alegria desta terra.

Virgem Senhora da lapa

Costureirinha do Céu;

Dai-me vós o vosso risco

Pra vos fazer um mantéu.

Menino Jesus da lapa

Na mão tem um pucarinho;

Para dar água aos romeiros

Que vêm secos do caminho.

## Discografia
- 1983 — Luís de Freitas Branco: integral das canções. Elsa Saque (soprano) e Nella Maissa (piano). Tradisom. Faixa 24: "Menino Jesus à Lapa".[5]
- 1995 — Um cantinho do céu. Diana Lucas. Movieplay. Faixa 9: "Menino Jesus à Lapa".
- 2003 — Um Natal português. Vários. Numérica. Faixa 12: "Menino Jesus à lapa".[3]